# Praskolesy (Mrákotín)
Praskolesy (německy Praskoles) je malá vesnice, část městyse Mrákotín v okrese Jihlava. Nachází se asi 3 km na jihozápad od Mrákotína. V roce 2009 zde bylo evidováno 15 adres. V roce 2001 zde trvale žilo 17 obyvatel. Historický střed vsi je od roku 2004 vesnickou památkovou zónou.
Praskolesy leží v katastrálním území Praskolesy u Mrákotína o rozloze 4,69 km2.

## Název
Název se vyvíjel od varianty Praskolesy (1385), Praskoles (1399, 1678, 1718, 1720), Praskoletz (1751), Praskoless a Praskoles (1846), Praskoles a Praskolesy (1872) až k podobě Praskolesy v letech 1881 a 1924. Místní jméno je apelativní – označovalo les, který praská, tedy má suché dřevo.

## Historie
První písemná zmínka o obci pochází z roku 1385.
Od roku 1950 spadají pod Mrákotín.

## Přírodní poměry
Praskolesy leží v okrese Jihlava v Kraji Vysočina. Nachází se 2,5 km jihozápadně od Mrákotína, 2,5 km západně od Dobré Vody, 3 km severozápadně od Olší a 2,5 km východně od Sumrakova. Geomorfologicky je oblast součástí Česko-moravské subprovincie, konkrétně leží na rozmezí Křižanovské vrchoviny a Javořické vrchoviny a jejich podcelků Brtnická vrchovina, Jihlavské vrchy a Novobystřická vrchovina, v jejichž rámci spadá pod geomorfologické okrsky Třešťská pahorkatina, Mrákotínská sníženina a Studenská pahorkatina.
Průměrná nadmořská výška činí 575 metrů. Nejvyšší bod, Vrchy (626 m n. m.), leží severně od vsi. Jižně od Praskoles protéká Praskoleský potok, na němž se rozkládají rybníky Velký rybník, Belový a Korandův rybník. Na návsi u domu čp. 7 roste 19metrová lípa velkolistá, tzv. Praskoleská lípa, v dutině kmene se nachází zvonička z 19. století, která je shora krytá stříškou. Stáří stromu bylo v roce 1994 odhadováno na 800 let. Na návsi na levé straně silnice stojí památná 30metrová lípa malolistá, jejíž stáří bylo v roce 1994 odhadováno na 300 let.

## Obyvatelstvo
Podle sčítání 1930 zde žilo v 15 domech 71 obyvatel. 71 obyvatel se hlásilo k československé národnosti. Žilo zde 65 římských katolíků a 6 evangelíků.
| Rok            | 1869 | 1880 | 1890 | 1900 | 1910 | 1921 | 1930 | 1950 | 1961 | 1970 | 1980 | 1991 | 2001 | 2011 | 2021 |
| -------------- | ---- | ---- | ---- | ---- | ---- | ---- | ---- | ---- | ---- | ---- | ---- | ---- | ---- | ---- | ---- |
| Počet obyvatel | 97   | 96   | 97   | 97   | 73   | 79   | 71   | 46   | 36   | 38   | 29   | 19   | 17   | 9    | 19   |
| Počet domů     | 17   | 14   | 15   | 15   | 15   | 15   | 15   | 16   | —    | 13   | 10   | 11   | 15   | 15   | 15   |

## Hospodářství a doprava
Obcí prochází silnice III. třídy č. 40616 z Mrákotína do Sumrakova. Dopravní obslužnost zajišťují dopravci ICOM transport a ČSAD Jindřichův Hradec. Autobusy jezdí ve směrech Jindřichův Hradec, Blažejov, Kunžak, Strmilov, Studená, Telč, Nová Říše, Želetava a Jihlava. Obcí prochází cyklistická trasa č. 5261 ze Sumrakova do Dobré Vody a žlutě značená turistická trasa.

## Školství, kultura a sport
Místní děti dojíždějí do základní školy v Telči.

## Pamětihodnosti

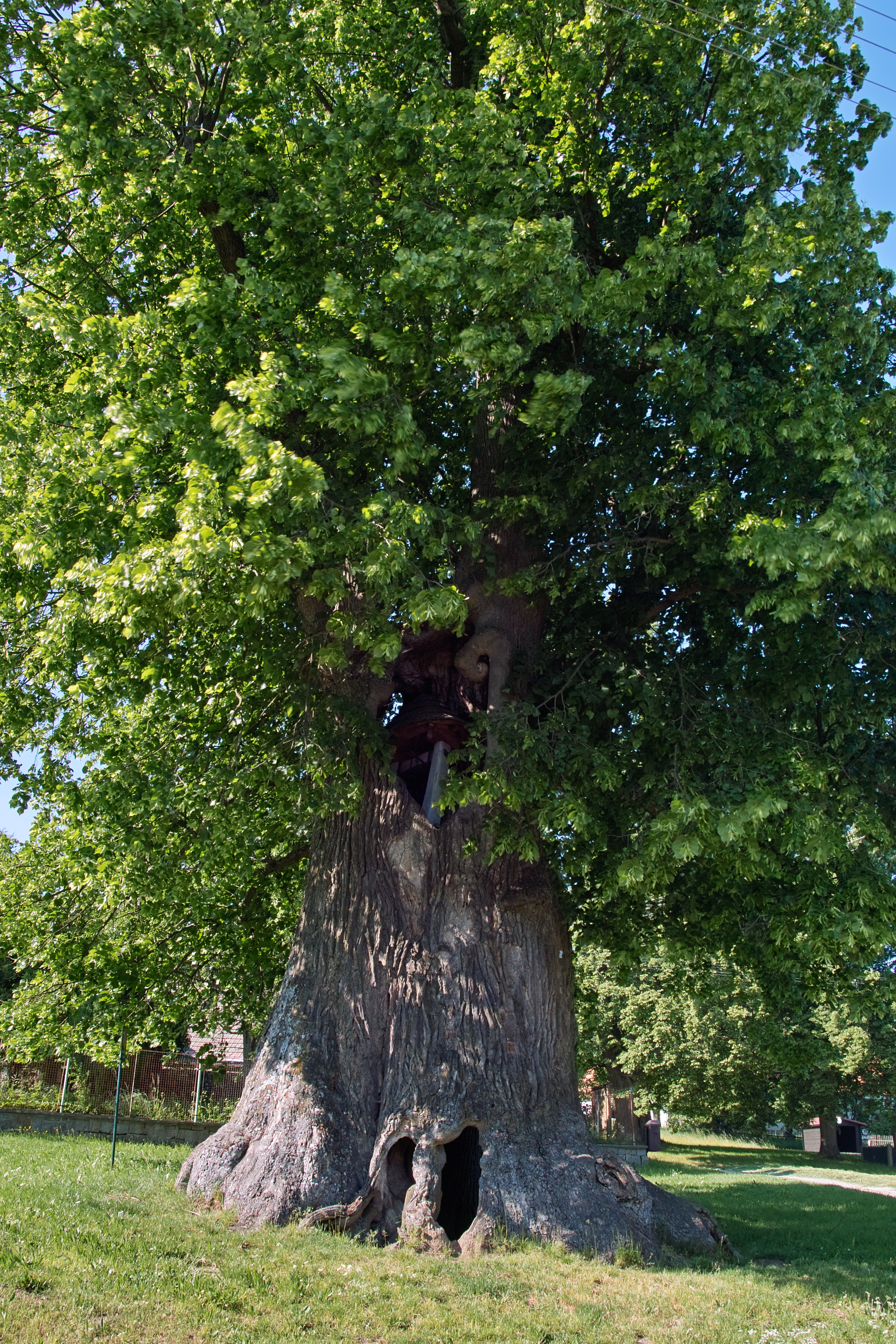
Praskoleská lípa

- Usedlosti čp. 2 a čp. 11